# Ponikve (Ogulin)
Ponikve je naselje u Republici Hrvatskoj, u sastavu Grada Ogulina, Karlovačka županija.
Zaseoci u Ponikvama (neki su pusti) Busići, Divići, Donji Lalići, Ivkovići, Jurjevići, Kušići, Lalići, Maljužići, Medari, Pavlovići, Polje, Veljačići i Vignjevići.
Najsjevernije selo na području Grada Ogulina, a pripada mu i šumski zaselak Šimrakovica – Brdarica. 
Povijesno, još je Juraj Frankopan, vicegeneral karlovački 1654. god. tražio da se odrede prave međe između Jadrčana i Ponikvaraca i ta je razdioba ostala kao granica civilne Hrvatske i Vojne krajine, Ogulinske pukovnije, kotara, općine i danas Grada Ogulina.
U mjestu postoji pravoslavna crkva Preobraženja Gospodnjega iz 1812. godine, a poslije obnovljena.
Na Kuštrovki je spilja poznata po prostranim dvoranama i velikim sigama. Kraj sela je i malo Jezero koje je zapravo duboko krško vrelo.

## Stanovništvo
Po popisu stanovništva iz 2001. godine, naselje je imalo 159 stanovnika te 69 obiteljskih kućanstava.
| broj stanovnika | 758   | 909   | 946   | 911   | 795   | 832   | 760   | 799   | 695   | 648   | 483   | 406   | 292   | 179   | 159   | 98    | 58    |
|                 | 1857. | 1869. | 1880. | 1890. | 1900. | 1910. | 1921. | 1931. | 1948. | 1953. | 1961. | 1971. | 1981. | 1991. | 2001. | 2011. | 2021. |